# Saint-Maudez

Saint-Maudez este o comună în departamentul  Côtes-d'Armor, Franța. În 1 ianuarie 2022 avea o populație de 285 de locuitori.